# Ompok weberi
Ompok weberi és una espècie de peix de la família dels silúrids i de l'ordre dels siluriformes.

## Morfologia
Els mascles poden assolir els 7,9 cm de llargària total.

## Distribució geogràfica
Es troba a l'oest de Borneo.